# Oberharzer Wasserläufe

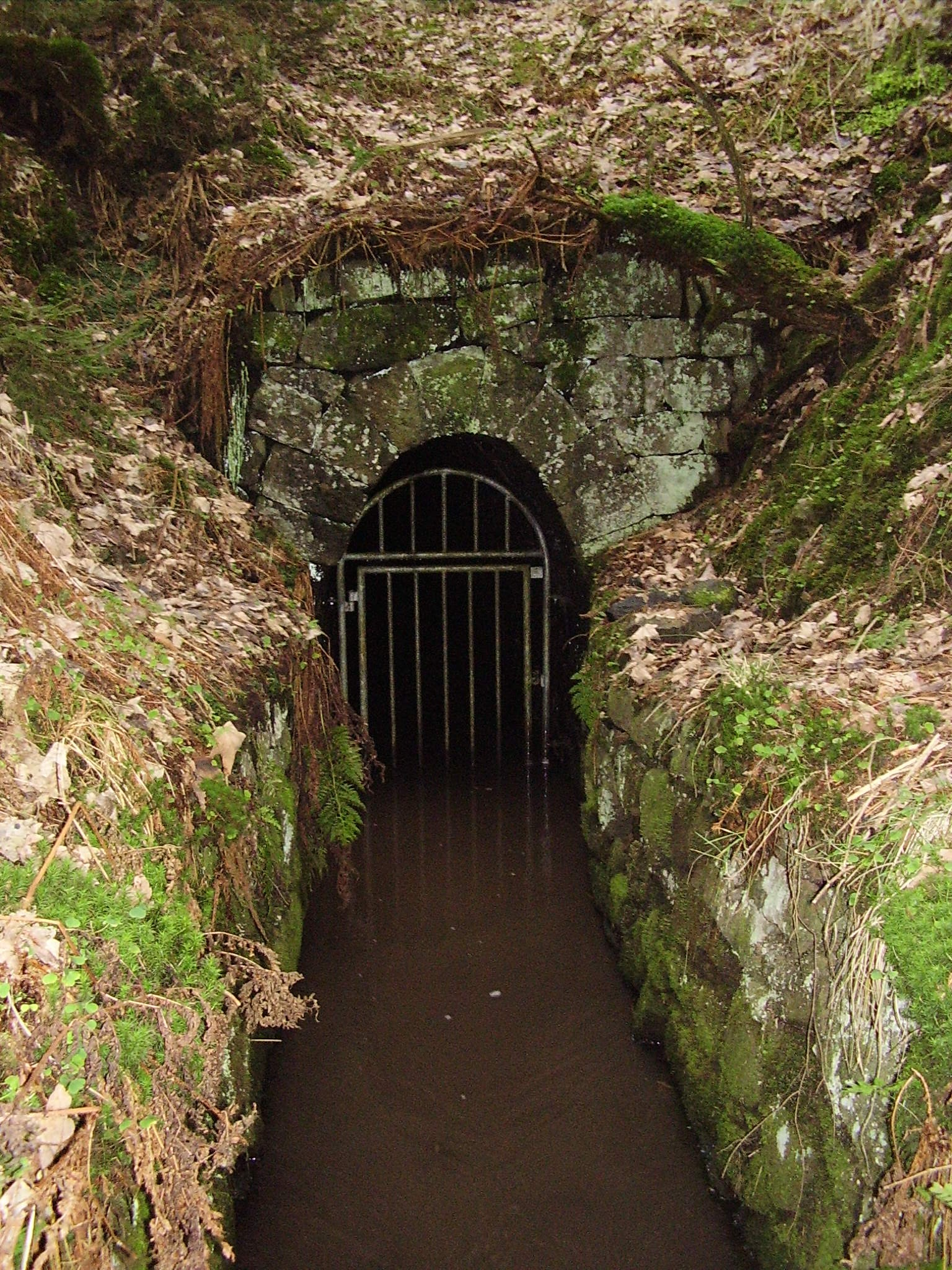
Auslaufmundloch des Unteren Hasenbacher Wasserlaufes

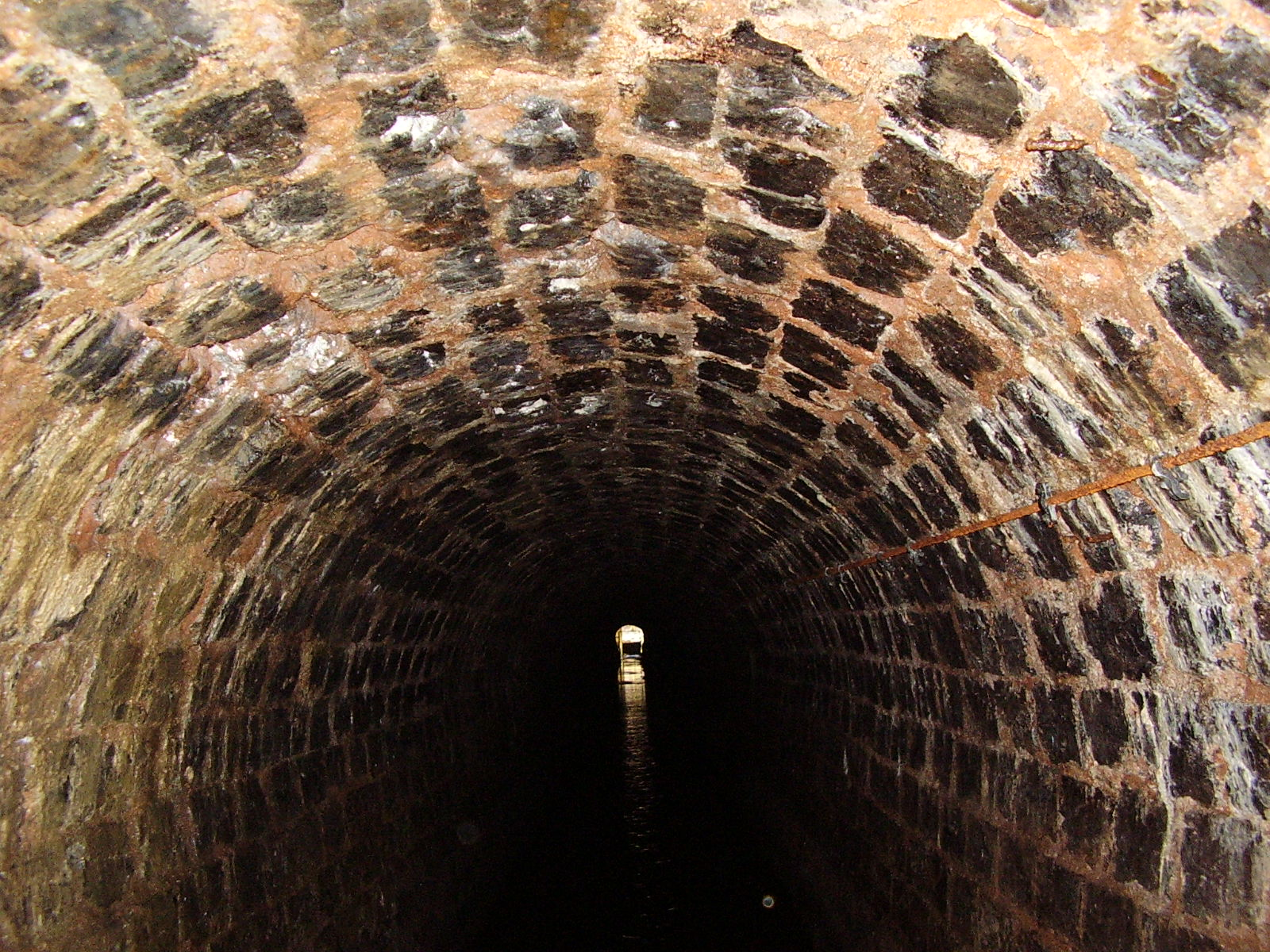
Schlackensteingewölbemauerung im Franz-Auguster Wasserlauf

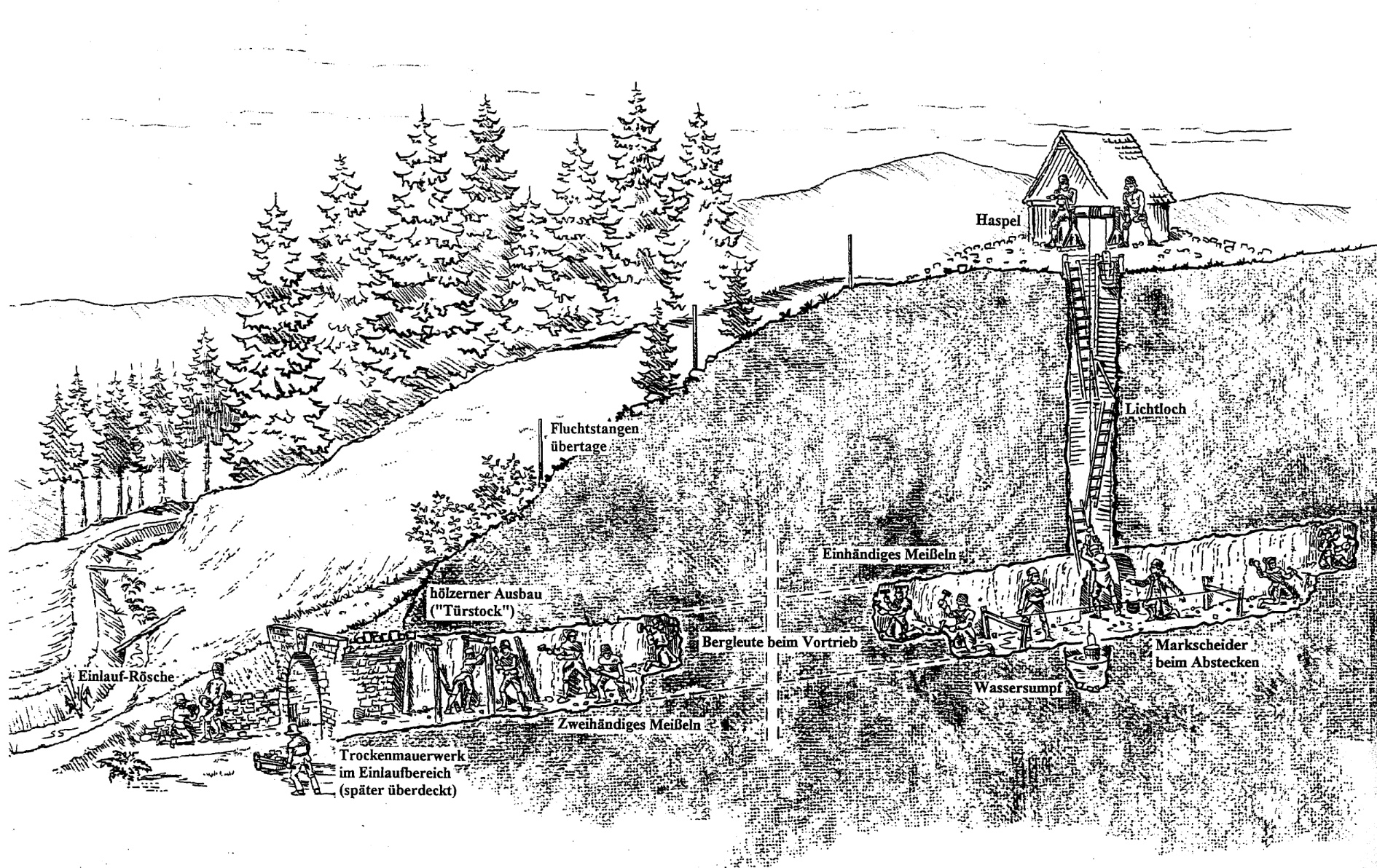
Auffahrung eines Oberharzer Wasserlaufes per Schlägel und Eisen im Gegenortbetrieb

Die Oberharzer Wasserläufe sind ein Teil des Oberharzer Wasserregals. Unter einem Wasserlauf versteht man den unterirdisch verlaufenden Teil der Gräben (vgl. Oberharzer Gräben) des historischen Oberharzer Silberbergbaus, die zur Versorgung der Bergwerke mit Kraftwasser ab dem 16. Jahrhundert angelegt worden sind. Im Bereich des Oberharzer Wasserregals gibt es über 35 Wasserläufe mit insgesamt etwa 30 km Länge. Wie alle Bauwerke des Oberharzer Wasserregals sind auch die Wasserläufe Bestandteil des Ensembles Bergwerk Rammelsberg, Altstadt von Goslar und Oberharzer Wasserwirtschaft und sind damit seit dem Jahr 2010 als UNESCO-Weltkulturerbe anerkannt.

## Bautechnik
Obwohl der Sprengstoff bereits im 17. Jahrhundert im Oberharzer Bergbau eingesetzt wurde, hat man die Wasserläufe noch wesentlich länger von Hand, das heißt mit Schlägel und Eisen aufgefahren: Da man mit der richtigen Dosierung des Schwarzpulvers Schwierigkeiten hatte, befürchtete man an den oberflächennah verlaufenden Wasserläufen Tagesbrüche oder aber eine Zerklüftung des Gebirges und damit Undichtigkeiten. Fast alle Wasserläufe wurden im Gegenortvortrieb aufgefahren. Bis zum 18. Jahrhundert folgten die Bergleute beim Auffahren dem weichesten Gestein und erzeugten dadurch mitunter einen Zick-Zackparcours, der von der Luftlinie erheblich abwich. Erst ab dem 19. Jahrhundert wurden die Wasserläufe mit einer strikt geraden Trassierung und unter Einsatz von Sprengstoff angelegt.
Das für die Fließbewegung erforderliche Gefälle beträgt oft weniger als 1 ‰ (das heißt, weniger als 1 m Höhenunterschied auf 1000 m Länge). Der Querschnitt der Strecken betrug bei den alten Wasserläufen mit Schlägel- und Eisenarbeit mitunter nur 1,20 m Höhe bei 0,80 m Breite, bei den neueren aber meistens 2 m Höhe und 1 m Breite.
Wasserläufe hatten gegenüber Gräben den wesentlichen Vorteil, dass das weiterzuleitende Wasser unter Tage nicht einfrieren konnte. Sie wurden vornehmlich angelegt, um eine lange Bergumfahrung abzukürzen. Die Abkürzung bewirkte gleichzeitig ein höheres Gefälle (kürzere Distanz bei gleichem Höhenunterschied ergibt mehr Gefälle). Dadurch erhöhte sich die Fließgeschwindigkeit und damit dann auch die hydraulische Leistungsfähigkeit der Grabentour. Der Nachteil der Wasserläufe waren die hohen Investitionskosten.

## Liste der aktiven Oberharzer Wasserläufe
Reihenfolge nach der letzten Sortierung der Preussag, die sich anhand der Nutzungen in den Kraftwerken richtete.
| Name                                 | Baujahr  | Länge   | Verlauf |
| ------------------------------------ | -------- | ------- | --- |
| Kellwasser Wasserlauf I              | 1821     | 170 m   | Dammgraben (Blochschleife) zum Nabetal                                                                      |
| Kellwasser Wasserlauf II             | 1821     | 229 m   | Blochschleife zur Wiege des Dammgrabens                                                                     |
| Rothenberger Wasserlauf              | 1868     | 775 m   | Dammgraben: Durchquerung des Rothenberges                                                                   |
| Coventhaier Wasserlauf               | 1852     | 540 m   | Dammgraben: Durchquerung des Coventhaies                                                                    |
| Dietrichsberger Wasserlauf           | 1863     | 1.044 m | Dammgraben vom Fortuner Teich zum „Fenster“                                                                 |
| Bielenwieser Wasserlauf              | 1864     | 357 m   | Dammgraben vom „Fenster“ zur „Teilung“ (Mönchstal)                                                          |
| Mönchstaler Wasserlauf               | 1677     | 474 m   | Dammgraben vom Mönchstal in den Oberen Hausherzberger Teich                                                 |
| Franz Auguster Wasserlauf            | 1832     | 632 m   | Dammgraben von der Teilung in den Unteren Pfauenteich                                                       |
| Jägersbleeker Wasserlauf             | 1771     | 132 m   | Träncke-Graben zum Jägersbleeker Teich                                                                      |
| Huttaler Wasserlauf                  | 1763     | 783 m   | Hirschler Teich zur Huttaler Widerwaage                                                                     |
| Fortuner Wasserlauf                  | 1785     | 777 m   | Jägersbleeker Graben in den Mittleren Pfauenteich                                                           |
| Prinz-Walliser Wasserlauf            | um 1740  | 563 m   | Nassenwieser Graben in den Johann-Friedricher Wasserlauf                                                    |
| Johann-Friedricher Wasserlauf        | 1673     | 805 m   | vom Johann-Friedricher Teich zum Dorotheer Kehrradsgraben                                                   |
| Kellerhalser Wasserlauf              | 1842     | 501 m   | vom Mittl. Kellerhalst. zum Neuen Kellerhalser Graben, später Nutzung im Zuge des Zellerfelder Kunstgrabens |
| Winterwieser Wasserlauf              | vor 1690 | 488 m   | vom Zellerfelder Kunstgraben in den Jungfrauer Graben / Mittl. Zechenteich                                  |
| Bremerhöher Wasserlauf               | 1787     | 732 m   | Bremerhöher Graben zum Rosenhöfer Revier                                                                    |
| Bärenbrucher Wasserlauf              | 1949     | 940 m   | vom Bärenbrucher Teich in den „Oberer Rosenhöfer Fall“                                                      |
| Oberer Schwarzenbacher Wasserlauf    | 1808     | 760 m   | „Oberer Rosenhöfer Fall“ zur Hasenbacher Widerwaage                                                         |
| Oberer Hasenbacher Wasserlauf        | 1811     | 638 m   | „Oberer Rosenhöfer Fall“ ab Hasenbacher Widerwaage                                                          |
| Oberer Flambacher Wasserlauf         | 1763     | 780 m   | „Oberer Rosenhöfer Fall“ vom Flambach zum Johannistal                                                       |
| Oberer Johannistaler Wasserlauf      | 1839     | 1.014 m | „Oberer Rosenhöfer Fall“ Johannistal zum Kleinen Clausthal                                                  |
| Oberer Klein-Clausthaler Wasserlauf  | 1776     | 492 m   | „Oberer Rosenhöfer Fall“ vom Kleinen Clausthal zum Rosenhöfer Revier                                        |
| Ziegenberger Wasserlauf              | 1847     | 413 m   | „Unterer Rosenhöfer Fall“ Vom Ziegenberger Teich zum Schwarzenbach                                          |
| Unterer Schwarzenbacher Wasserlauf   | 1870     | 524 m   | „Unterer Rosenhöfer Fall“ vom Schwarzenbach zum Hasenbach                                                   |
| Unterer Hasenbacher Wasserlauf       | 1845     | 959 m   | „Unterer Rosenhöfer Fall“ vom Hasenbach zum Flambach                                                        |
| Unterer Flambacher Wasserlauf        | 1844     | 973 m   | „Unterer Rosenhöfer Fall“ vom Flambach zum Johannistal                                                      |
| Unterer Johannistaler Wasserlauf I   | 1835     | 558 m   | „Unterer Rosenhöfer Fall“ vom Johannistal zum Kleinen Clausthal                                             |
| Unterer Johannistaler Wasserlauf II  | 1835     | 234 m   | "Unterer Rosenhöfer Fall" (Fortsetzung vom Johannistaler Wasserlauf I)                                      |
| Unterer Klein-Clausthaler Wasserlauf | 1792     | 791 m   | „Unterer Rosenhöfer Fall“ vom Kl. Clausthal zum Rosenhöfer Revier                                           |
| Neuer (Unterer) Geseher Wasserlauf   | 1698     | 722 m   | Rehberger Graben zum Gesehr / St. Andreasberg                                                               |
| Schulte-Stollen                      | 1838     | 1.220 m | von der Innerste zur Wiemannsbucht (Bad Grund)                                                              |
| Oberer Eichelberger Wasserlauf       | 1889     | 1.110 m | von Wiemannsbucht bis Schönhofsblick                                                                        |
| Unterer Eichelberger Wasserlauf      | 1855     | 230 m   | Ableitung vom Knesebeckschacht                                                                              |

## Liste der passiven Oberharzer Wasserläufe
„Passiv“ sind alle außer Betrieb befindlichen Wasserläufe. Zum Teil sind sie noch vollständig erhalten, teilweise aber weitgehend verfallen. Die nachfolgende Liste erhebt keinen Anspruch auf Vollständigkeit.
| Name                                       | Baujahr | Länge   | Verlauf |
| ------------------------------------------ | ------- | ------- | --- |
| Altenauer Silberhütte Wasserlauf           |         | 110 m   | Leitet Wasser aus dem "Schwarzen Wasser" zu Altenauer Silberhütte                                                               |
| Alter Dietrichsberger Wasserlauf           | 1662    | 260 m   | Dammgraben: Umfahrung des Dietrichsberges, wurde mit Bau des Neuen Dietrichsberger Wasserlaufes 1863 überflüssig.               |
| Alter (Oberer) Geseher Wasserlauf          |         | 460 m   | Alter Rehberger Graben nach St. Andreasberg, Vorgänger des Neuen (Unteren) Geseher Wasserlaufs                                  |
| Alter Oberer Klein-Clausthaler Wasserlauf  |         | 120 m   | Ob. Rosenhöfer Fall: Umfahrung des Hüttenkopfes; verbrochen                                                                     |
| Alter Unterer Klein-Clausthaler Wasserlauf |         | 200 m   | Unt. Rosenhöfer Fall: Umfahrung des Hüttenkopfes; verbrochen                                                                    |
| Benedikter Wasserlauf                      |         | 100 m   | Ob. Kehrzuggraben in den Hirschler Teich                                                                                        |
| Cathariner Wasserlauf                      |         | 180 m   | Verbindet die Widerwage des Unteren Hausherzberger Teiches mit dem Ludwiger Graben                                              |
| Kalte Küche Wasserlauf                     | 1821    | 410 m   | Dammgraben: Durchquerung des Rothenberges, Wasserlauf wurde mit Bau des Rothenberger Wasserlaufes 1868 stillgelegt.             |
| Kranicher Wasserlauf                       | 1878    | 600 m   | vom Grundablass Kranicher Teich (Hahnenklee) zum Unteren Flößteich (Bockswiese)                                                 |
| Langer Wasserlauf                          |         | 150 m   | Kleine Beileitung aus dem Okergebiet zum Langer Teich                                                                           |
| Nassenwieser Wasserlauf                    |         | 250 m   | vom Nassenwieser Graben zum Prinz-Walliser Wasserlauf                                                                           |
| Pisstaler Wasserlauf                       | 1732    | 1.100 m | Stadtweger Graben (vom Stadtw. Teich) nach Bockswiese                                                                           |
| Polsterberger Wasserlauf                   | 1767    | 1.230 m | Ursprünglich ein Stollen des Eisensteinbergbaus: Zwischen 1767 und 1813 Verbindung vom Polsterberger Hubhaus zum Huttaler Teich |
| Schwarzenberger Wasserlauf                 | 1813    | 730 m   | Verbindet das Abflussgebiet der Söse mit der Oker                                                                               |
| Sopieer Wasserlauf                         |         | 250 m   | Verbund von 2 Wasserläufen vom Unteren Hausherzberger Teich zum Aufschlaggraben der Grube Sopie; verbrochen                     |
| Tannhaier Wasserlauf                       | 1875    | 430 m   | Verbindung Kellerhalsteich, Kellerhalser Wasserlauf nach Bockswiese, Wäschegraben                                               |
| Wildemanner Pochgraben Wasserlauf          |         | 105 m   | Wildemanner Pochgraben: Durchquerung des Hohebergs                                                                              |

## Literatur

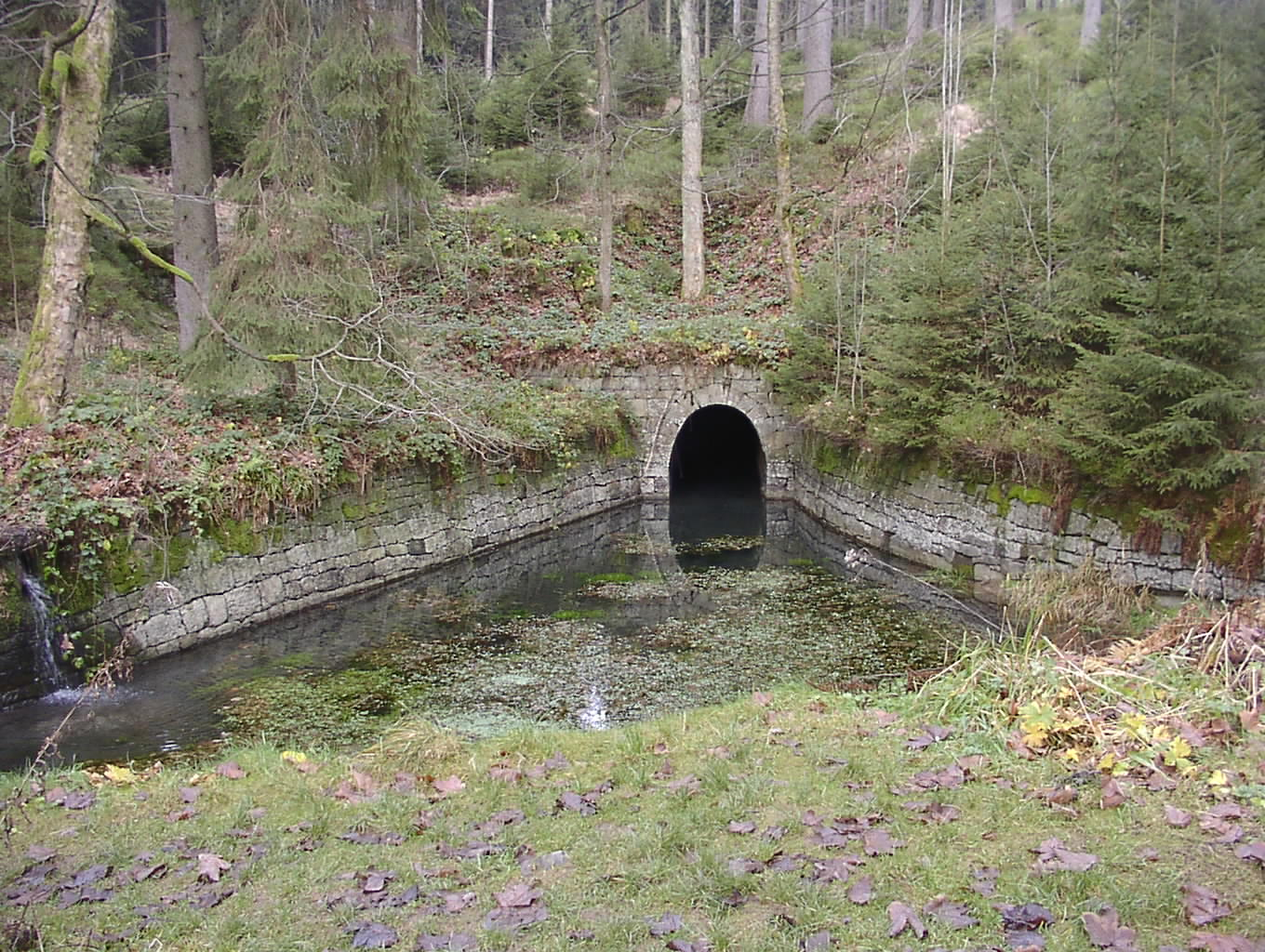
Huttaler Widerwaage mit Mundloch des Huttaler Wasserlaufes